# Lina Badimon Maestro
Lina Badimon Maestro (Barcelona, 24 de febrer de 1953) és una fisiòloga catalana, experta en recerca cardiovascular.

## Anys 90
Des del 1992 és professora d'Investigació del CSIC, i cap del Departament de Patologia Molecular i Terapèutica de l'Institut d'Investigacions Biomèdiques de Barcelona de la mateixa institució, on ha iniciat una innovadora línia de recerca de les lesions cardíaques a nivell cel·lular i molecular.
Des del 1993, és directora de l'Institut Català de Ciències Cardiovasculars de Barcelona. És professora associada adjunta de Mount Sinai School of Medicine, Nova York, i presidenta de la Societat Espanyola per l'Arteriosclerosi. L'any 1999 va ser nomenada presidenta de la Societat Europea per a la Investigació Clínica (ESCI), European Society for Clinical Investigation).

## Principals contribucions
La seva activitat investigadora se centra en l'ateroesclerosi, la trombosi, la patologia vascular i les síndromes isquèmiques.
El 1986 va crear l'anomenada càmera Badimon, un reactor de flux per a l'estudi d'interaccions cel·lulars i moleculars, d'ús internacional en estudis d'aterotrombosi. Va descriure per primera vegada que les plaques ateroscleròtiques expressen factor de transcripció "NOR - 1" (Neuron - Derived Orphan Receptor -1), nova diana diagnòstica i terapèutica de malalties cardiovasculars.
Ha publicat més de 400 articles en revistes especialitzades i capítols de llibres, citats assíduament en la literatura científica.
| « | És bàsic que la joventut s'interessi per la recerca biomèdica, ja que d'aquí sortirà el coneixement que millorarà la salut de les generacions futures | » |

## Premis i reconeixements
- 1993: Premi Narcís Monturiol al mèrit científic
- 2004: Premi Creu de Sant Jordi
- 2008: Premi Fundació Lilly en Investigació Biomèdica Preclínica
- 2010: Albert Struyvenberg Medal ESCI (Societat Europea per a la Investigació Clínica)
- 2014: Premi Jaume I en Investigació Mèdica